# 54º Stormo
Il 54º Stormo caccia fu un reparto di volo della Regia Aeronautica, la forza aerea dell'allora Regno d'Italia, con sede presso l'aeroporto di Decimomannu dal novembre 1942 ed al quale era affidata la difesa dello spazio aereo della Sardegna.
Il 15 luglio 1939 viene costituito, a Treviso, il 54º Stormo Caccia Terrestre.
Nel 1939 il Reparto transita dai Fiat C.R.42 ai Macchi M.C.200.
Il 10 giugno 1940 il 54º Stormo Caccia Terrestre era ad Airasca al comando del Col. Enrico Guglielmotti con il 152º Gruppo del Ten. Col. Giovanni Melotti sui Macchi M.C.200 con la 369ª (7 MC 200), 370ª (6 MC 200) e 371ª Squadriglia (6 MC 200) ed all'Aeroporto di Vergiate con il 153º Gruppo del Cap. Alberto Beneforti con la 372ª (7 MC 200), 373ª (6 MC 200) e 374ª Squadriglia (6 MC 200) e dipendeva dalla 2ª Divisione Caccia Terrestre "Borea" del Gen. B.A. Silvio Scaroni di Caselle della 1ª Squadra aerea.
Nell'ambito della Campagna italiana di Grecia dall'ottobre successivo è impiegata la 372ª squadriglia con 12 MC 200 dall'Aeroporto di Brindisi-Casale.
Tra novembre e dicembre arrivano anche la 373^ con 11 MC 200 all'Aeroporto di Bari-Palese, la 374^ con 12 MC 200 all'Aeroporto di Taranto-Grottaglie e la 370^ con 8 MC 200 all'Aeroporto di Foggia.
La dotazione velivoli del reparto era basata in seguito sui caccia monoplani Macchi M.C.202 "Folgore".

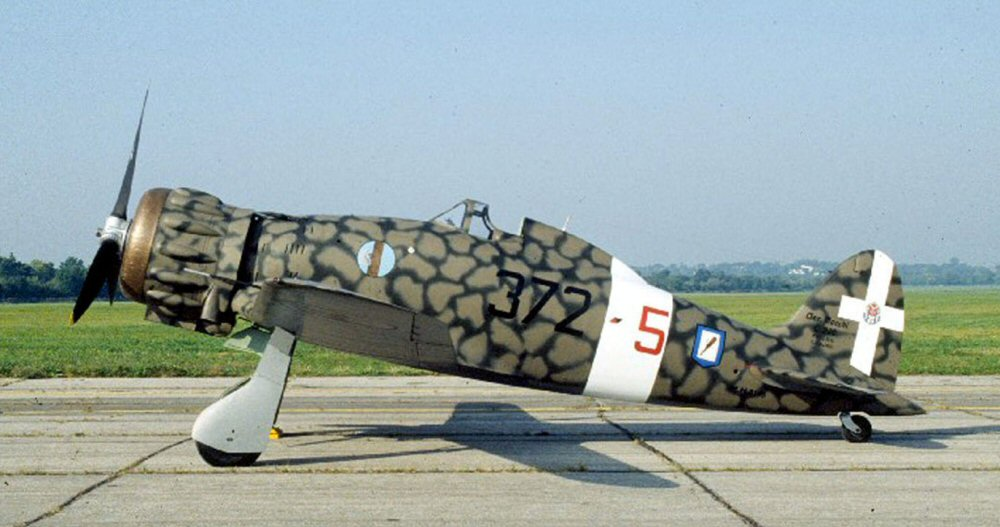
Un Macchi M.C.200 che riproduce la livrea mimetica utilizzata in Nord Africa dalla 372ª Squadriglia Caccia Terrestre (153º Gruppo, 53º Stormo). Questo esemplare venne catturato e trasferito negli Stati Uniti d'America, ristrutturato nel 1989, ed è attualmente esposto al National Museum of the United States Air Force a Dayton (Ohio).

La sua pedina operativa era il 153º Gruppo "Asso di bastoni". Nell'aprile 1941, la 374ª Squadriglia inizia l'impiego in Africa Settentrionale Italiana (efficienza media 7 MC 200) basata a Castel Benito nell'Aeroporto di Tripoli.
Il 7º Gruppo Autonomo Caccia Terrestre venne ricostituito nel gennaio del 1941 sulla base dell'Aeroporto di Palermo-Boccadifalco, con la 76ª Squadriglia caccia, 86ª e 98ª Squadriglia, nel marzo 1941, venne inserito nel 54º Stormo CT, con i Macchi M.C.200 Saetta. 
In questo mese la sua 76^ Sqd. venne subito trasferita d’urgenza in Africa Settentrionale Italiana, sulla base di Benina, mentre il resto del reparto passava in basi nel nord Italia. 
La Sqd. in Africa settentrionale, poco dopo il suo arrivo in questo settore, perse quasi tutti gli aerei a terra durante gli attacchi inglesi sui campi di volo.
Nell’aprile 1941, la sua 86^ Sqd., partecipava alle azioni belliche contro la Jugoslavia ritornando poco dopo alle missioni di protezione del territorio metropolitano.
Il 25 maggio 1941, il Gruppo si trasferiva in Sicilia per essere impiegato in missioni di scorta ai convogli navali commerciali, scorta ai bombardieri diretti a Malta e compiti di difesa di punto.
All’inizio del 1942, una sua Sezione venne trasferita a Palermo ed a giugno il Gruppo era impiegato come scorta ai bombardieri diretti su Malta, per poi passare alla scorta convogli nel luglio. 
La 76ª Squadriglia restava all'Aeroporto di Pantelleria fino all’inizio di agosto per missioni di scorta.
Nell'ambito della Battaglia di mezzo giugno, 14 giugno alle 18:00 passarono all'azione 92 aerei della Regia Aeronautica e 48 della Luftwaffe (Wehrmacht). In particolare da Castelvetrano presero il volo quattordici S.M.79 del 132º Gruppo Autonomo Aerosiluranti che, incontratisi in cielo con la scorta di 17 Reggiane Re.2001 del 2º Gruppo Caccia Terrestre (2º Gruppo volo) al comando del Tenente Colonnello Aldo Quarantotti, assieme a sette Macchi M.C.202 del 54º Stormo con il Maggiore Pier Giuseppe Scarpetta che abbatte un Hawker Hurricane, avvistarono la flotta britannica sopra l'isola tunisina di La Galite verso le 19:00. Mentre i Reggiane rivendicavano undici Sea Hurricane con la perdita di un solo velivolo (ma non del pilota), gli S.M.79 sganciarono i loro siluri, che non esplosero perché, come venne poi accertato, provenienti da una partita di ordigni sabotati usciti dal silurificio di Baia. Nel frangente venne abbattuto l'S.M.79 del sottotenente Giannino Negri.
Nel luglio 1942, dopo aver ricevuto alcuni Fiat C.R.42CN Falco, con compiti di caccia notturna, il reparto passava in Grecia, rientrando in settembre, venendo frazionato in varie basi italiane, per assolvere al compito di servizio su allarme contro i bombardieri alleati in territorio metropolitano.
Il 13 agosto 1942, il Tenente Adriano Visconti, abbatteva un Supermarine Spitfire, nel settore del Mediterraneo, volando con un Macchi M.C.202 Folgore, appartenente alla 76ª Squadriglia.
Nel settembre 1942, il reparto iniziava a ricevere i Macchi MC.202 Folgore sulla base di Crotone, passando totalmente su quest’aereo dall’inizio 1943 sulla base di Torino-Caselle.
Il 23 marzo 1943, il 7º Gruppo fu inviato in Tunisia per arginare l’avanzata alleata in quel settore dopo lo sbarco in Algeria. 
Giungeva in Tunisia il 25 marzo, dove assieme al 16º Gruppo (ex XVI Gruppo), diedero vita al 54º Stormo CT. 
Da subito il reparto trasferiva alcune Sezioni sulle aviosuperfici K34 e K41. 
Il 6 maggio, 14 Macchi, decollati da Soliman (oggi nel Governatorato di Nabeul), finirono per ingaggiare in combattimento alcuni Curtiss P-40, nei pressi di Capo Bon. 
Fu l’ultima azione della Regia Aeronautica dalle basi tunisine.
Il 7 maggio 1943, il Gruppo è a Soliman con le sue Sqd. dotate in tutto di 19 aerei. 
Il giorno successivo, visto che la base di Soliman era troppo esposta ai bombardamenti nemici, il reparto, al comando del Magg. Molinari, raggiungeva il reparto “gemello” del 16º Gruppo a Korba (Tunisia). 
Lo Stormo in questo periodo era al comando del Ten. Col. G. Zappetta. 
Tale spostamento non passava inosservato dal nemico, così il 9 dello stesso mese, la base di Korba fu oggetto di ben cinque ondate di bombardamento, tra le 11.00 e le 19.00. 
Dei 19 aerei del 7º Gruppo, se ne salvarono solo quattro. 
Lo stesso giorno i quattro aerei, con 8 piloti a bordo decollarono dalla Tunisia passando in Sicilia. 
Un quinto aereo riuscì a prendere il volo dopo alcune riparazioni, con un pilota ed un armiere.
La sera del 9 maggio, quindi, facevano scalo a Pantelleria, raggiungendo la base di Sciacca in Sicilia il 10 maggio del 1943 assieme al “gemello” 16º Gruppo, esso fu l’ultimo reparto ad essere impiegato in Africa. 
Con il rientro in Sicilia il 18 maggio, il 7º Gruppo CT rimase senza aerei ed equipaggi e venne sciolto il 27 maggio, assieme al 54º Stormo CT.